# Tomás Carreras y Artau
Tomás Carreras y Artau (en catalán: Tomàs Carreras i Artau) (Gerona, 1879-Barcelona, 1954) fue un filósofo, etnólogo y político español.

## Biografía
Tomás Carreras fue catedrático de ética en la Universidad de Barcelona desde 1912 hasta 1949. Creó el Archivo de Etnografía y Folklore de Cataluña. Además, fue miembro de la Real Academia de las Buenas Letras de Barcelona. Junto con Jaume Serra i Húnter y Ramon Turró i Darder, fundó en el año 1923 la Sociedad Catalana de Filosofía, filial del Instituto de Estudios Catalanes.
Junto con su hermano Joaquín Carreras Artau, obtuvo el premio de la Asociación Española para el Progreso de las Ciencias, por la publicación entre 1939 y 1943 de la Historia de la filosofía española. Filosofía cristiana de los siglos XIII al XV.  En 1946 se convirtió en el primer presidente del Instituto de Estudios Gerundenses y redactor de los Anales del Instituto de Estudios Gerundenses.
En el campo político, fue militante de la Liga Regionalista y en las elecciones al Parlamento de Cataluña de 1932 fue escogido diputado por la provincia de Gerona. Después de la guerra civil española, fue ponente de cultura en el ayuntamiento de Barcelona, además de colaborar en la creación de la Orquesta Municipal de Barcelona en el año 1944 y de museos como el Museo Etnológico.